# Ђуришки манастир
Ђуришки манастир (мкд. Ѓуришки манастир) је православни манастир који се налази у Овчем пољу, на западним падинама Градиштанске планине, код села Крушица.

## Историја
Манастир је подигнут у 10.-11. веку. У средњем веку се претпоставља да је у околини манастира, односно на потезу између села Крушица и Трстеник, био град Коритош, као и палата српског деспота Јована Оливера.
11. јануара 1912. године, у манастир је стигла турска група од око 20-25 људи из околне и зверски убила деветоро људи, међу којима игумана јеромонаха Алексија, његову 90-годишњу мајку Кату, манастирског епитропа Арса Ристова, 90-годишњег манастирског кувара дедаа Стојана, два манастирска послушника и Пољака Анда.

## Објекти
Манастир обухвата цркву, конаке, археолошка налазишта и гробове.
Црква је посвећена "Рождеству Пресвете Богородице". Помиње у средњовековним изворима и познато је да су је османске власти уништиле у 16. веку. Данашња црква је обнављана у периоду од 1920-1930. године, а постоје извори који указују да је подигнута 1880. године.

### Археолошко налазиште "Венац"
Археолошко налазиште се налази у порти манастира, у непосредној близини манастирске цркве. Представља гробни споменик из касне антике, који је постављен у правцу североисток-југозапад и изграђен је од камених плоча. Дно гроба је обложено четвртастим циглама постављеним једна до друге и везано кречним малтером. Сахрањивање је извршено инхумацијом, а поред левог кука покојника пронађена је керамичка сача – бокал црвенкасте боје.

### Археолошко налазиште "Ђуришки Манасир"
Арһеолошко налазиште представља усамљени налаз из римског доба и средњег века. Према речима Николе Вулића, постојала су два фрагмента надгробног споменика са грчким натписом, поред којиһ су, лево и десно, били рељефно представљени полумесеци.